# Papa Pio X
Pio X (in latino: Pius PP. X, nato Giuseppe Melchiorre Sarto; Riese, 2 giugno 1835 – Roma, 20 agosto 1914) è stato il 257º vescovo di Roma e papa della Chiesa cattolica dal 4 agosto 1903 fino alla sua morte. Nel 1951 fu beatificato da papa Pio XII; lo stesso pontefice lo proclamò santo nel 1954. Pio X è ricordato soprattutto per la difesa intransigente dell'ortodossia della dottrina cattolica, concretizzatasi nella condanna e lotta al modernismo teologico (con l'enciclica Pascendi Dominici Gregis del 1907), e per la redazione del Catechismo Maggiore detto comunemente, appunto, "di Pio X".

## Biografia

### Le origini e il ministero
Giuseppe Melchiorre Sarto nacque a Riese - comune che dal 1952 ha assunto la denominazione di Riese Pio X, in provincia di Treviso - secondo di dieci figli in una famiglia modesta. Suo padre Giovanni Battista (1792-1852) era, oltre che fattore, cursore dell'amministrazione asburgica (assimilabile alle odierne funzioni di messo comunale) e sua madre, Margherita Sanson (1813-1894), una modesta sarta di campagna.. Egli si distinse da molti suoi predecessori e successori proprio per il fatto che il suo cursus honorum fu esclusivamente pastorale senza alcun impegno presso la curia o nell'attività diplomatica della Santa Sede.

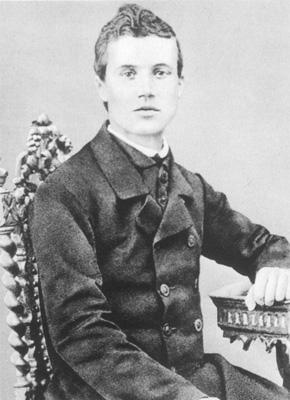
Giuseppe Sarto, giovane seminarista.

Ricevette la tonsura nel 1850 ed entrò nel seminario di Padova, grazie a una borsa di studio ottenuta tramite il patriarca di Venezia Jacopo Monico, suo compaesano. Fu ordinato presbitero nel 1858 dal vescovo di Treviso, Giovanni Antonio Farina, e divenne cappellano della parrocchia di Tombolo. Nel 1867 fu promosso arciprete di Salzano e poi, nel 1875, canonico della cattedrale di Treviso e cancelliere vescovile, fungendo nel contempo da direttore spirituale nel seminario diocesano, esperienza della quale serberà sempre un ottimo ricordo.
Il 10 novembre 1884 fu nominato vescovo di Mantova; ricevette la consacrazione episcopale sei giorni dopo nella basilica di Sant'Apollinare in Roma dal cardinale Lucido Maria Parocchi. Come vescovo di Mantova partecipò al primo Congresso catechistico nazionale tenutosi a Piacenza tra il 24 e il 26 settembre 1889 e presentò un voto a favore di
comune per tutta Italia poiché riteneva che il catechismo del Bellarmino

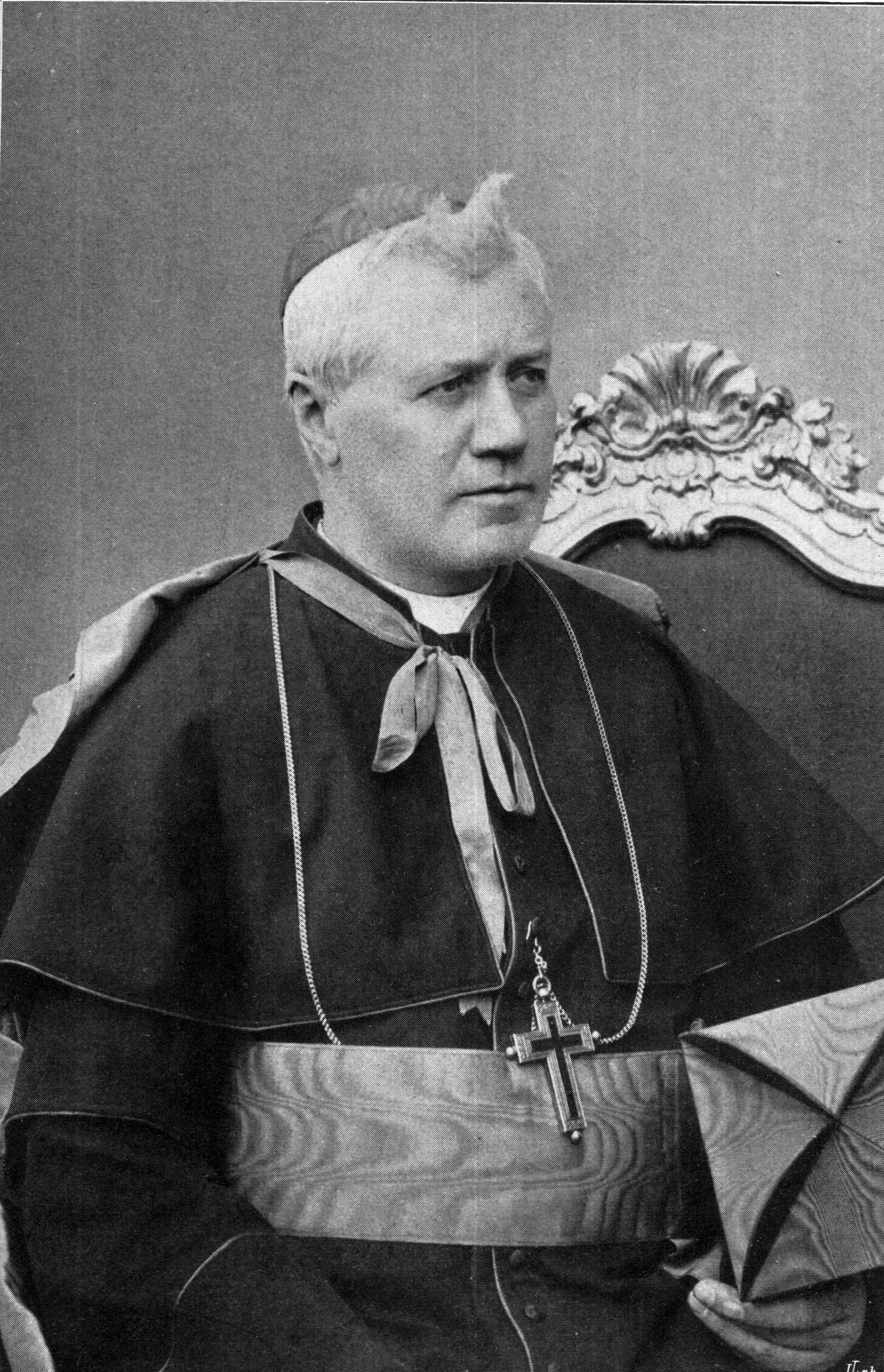
Il cardinal Sarto, patriarca di Venezia, nel 1900

Successivamente ricoprì la carica di patriarca di Venezia. Il governo italiano rifiutò peraltro inizialmente il proprio exequatur, asserendo che la nomina del patriarca di Venezia spettava al Re e che, inoltre, Sarto era stato scelto su pressione del governo dell'Impero austro-ungarico. Giuseppe Sarto dovette quindi attendere ben 18 mesi prima di poter assumere la guida pastorale del patriarcato di Venezia.
Con la nomina a patriarca egli ricevette pure la berretta cardinalizia nel concistoro del 12 giugno 1893.

### Il conclave
Alla morte di papa Leone XIII il candidato più probabile al soglio di Pietro era considerato il segretario di Stato Rampolla. All'apertura del conclave il 1º agosto 1903, la sorpresa: il cardinale Puzyna, arcivescovo di Cracovia, comunica che l'imperatore austro-ungarico Francesco Giuseppe, usando un suo antico privilegio quale sovrano di un impero cattolico, pone il veto all'elezione del cardinale Rampolla.
I motivi del veto sarebbero non soltanto politici, in particolare la vicinanza del Rampolla alla Francia e le sue idee più aperte, ma anche personali; il Rampolla, quale segretario di Stato, avrebbe infatti cercato di influenzare Leone XIII a negare una sepoltura cristiana all'arciduca Rodolfo d'Asburgo-Lorena, figlio del sovrano, suicidatosi durante i fatti di Mayerling.
Nonostante l'indignazione di molti cardinali il conclave decise comunque di obbedire alla volontà dell'imperatore, così la candidatura di Rampolla sfumò e i suffragi si orientarono sul patriarca di Venezia, che fu eletto il 4 agosto e incoronato il 9 agosto. Prese il nome pontificale di Pio X in onore dei suoi ultimi predecessori Pio VI, Pio VII, Pio VIII e Pio IX. Scelse come motto del suo pontificato Instaurare omnia in Christo (Efesini 1,10) e lo attuò con coraggio e fermezza.
A Roma lo seguirono le sorelle Rosa, Anna e Maria, oltre a mons. Giovanni Battista Parolin (1870-1935), figlio della sorella Teresa e unico nipote sacerdote del Sommo Pontefice., che presenziò all'incoronazione e, già arciprete della Cattedrale di Treviso il giorno stesso fu nominato Canonico Vaticano, su proposta del cardinale Merry del Val.
La famiglia si trasferì in un appartamento in piazza Rusticucci.
Una delle prime decisioni di Pio X fu proprio l'abolizione, con la costituzione apostolica Commissum Nobis, del cosiddetto jus exclusivae (o veto laicale), una forma di veto che spettava ad alcuni sovrani cattolici e grazie al quale egli era divenuto pontefice.

## Il pontificato
D'azzurro, all'ancora a tre braccia di nero cordonata di rosso, posta in banda sopra un mare ondato al naturale e sormontata nel capo da una stella a sei punte d'oro, col capo di Venezia: d'argento, al leone alato passante, guardante e nimbato, tenente con la branca anteriore destra un libro recante la scritta: PAX TIBI MARCE EVANGELISTA MEUS e una spada, il tutto d'oro.

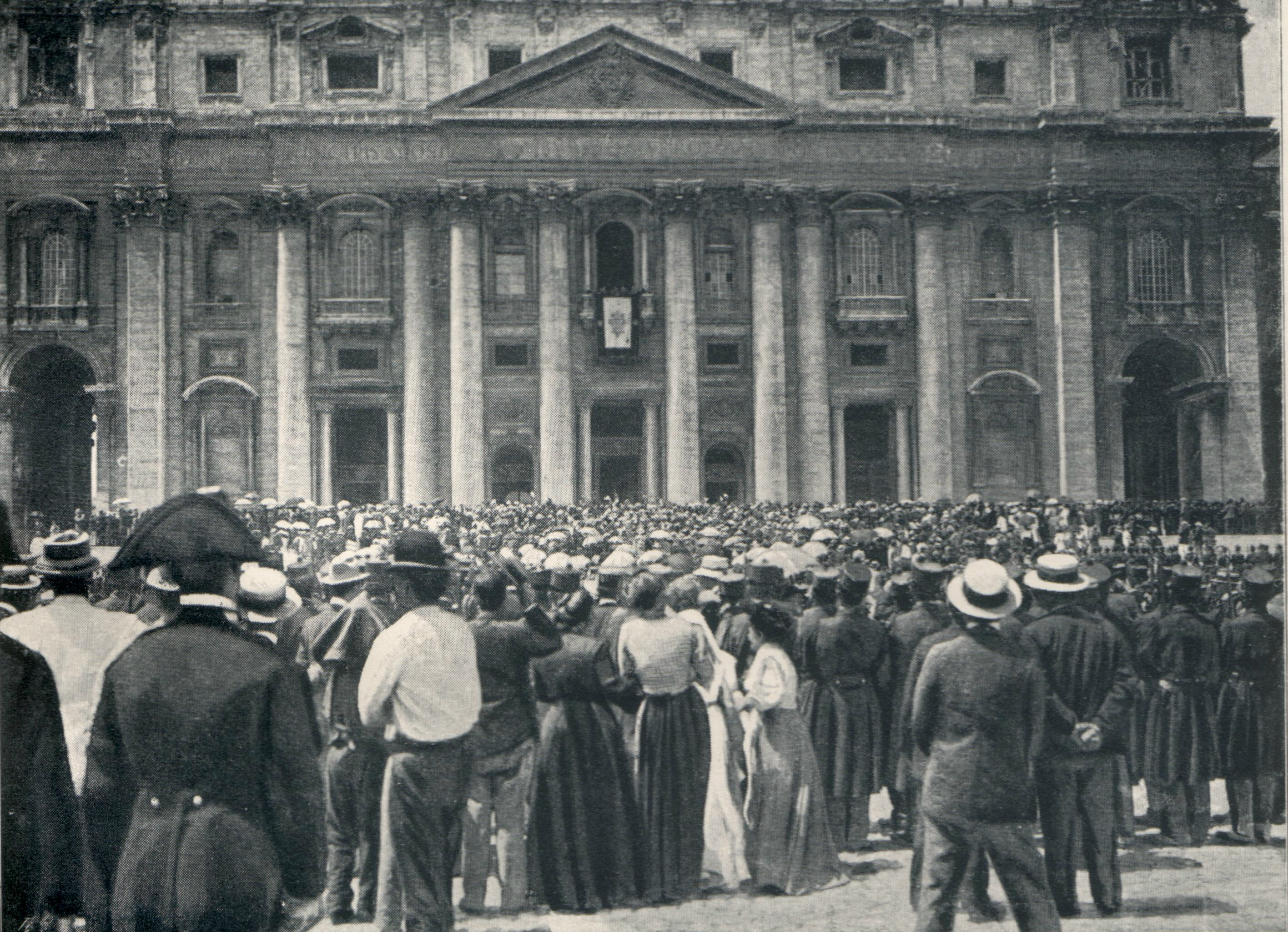
Il cardinal Luigi Macchi annuncia l'elezione del cardinal Sarto

Il nuovo papa, consapevole di non avere alcuna esperienza diplomatica né una vera e propria formazione universitaria, seppe scegliere dei collaboratori competenti come il giovane monsignore Rafael Merry del Val, di soli 37 anni, poliglotta e direttore della Pontificia accademia ecclesiastica, oltre che segretario del conclave del 1903, nominandolo proprio segretario personale e, poi, segretario di Stato e prefetto del Palazzo Apostolico, ancora prima di crearlo cardinale con il titolo di Santa Prassede nel concistoro del 9 novembre 1903. Sostituì in tal modo proprio il cardinale Rampolla, sostanzialmente messo a riposo, assumendo la carica di segretario di Stato il 12 novembre 1903 e ricoprendola fino al 20 agosto 1914. Dal 1911 Merry del Val fu pure camerlengo. Stante la propria inesperienza, Pio X lasciò a Merry del Val sostanzialmente campo libero nella conduzione della diplomazia vaticana.

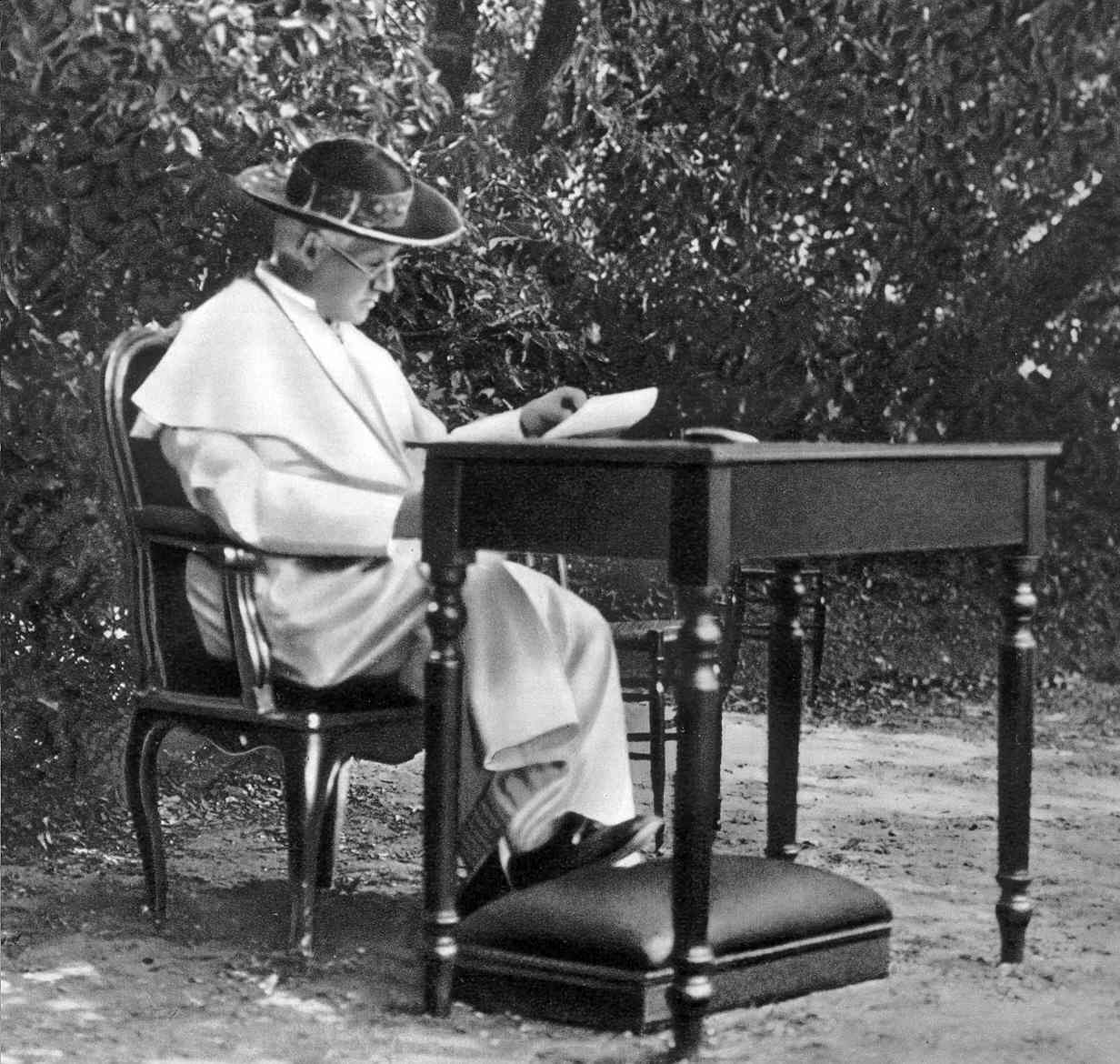
Papa Pio X nei Giardini Vaticani

Papa Pio X visse parcamente, assistito dalle sorelle, in un appartamento fatto allestire appositamente.
Caratteristico e storicamente importante fu l'indirizzo teologico che diede alla Chiesa cattolica durante tutto il suo pontificato, la cui linea può essere definita sinteticamente come tradizionalista, in particolare per la lotta ingaggiata contro il modernismo attraverso il decreto del Sant'Uffizio, Lamentabili Sane Exitu (3 luglio 1907) e l'enciclica Pascendi Dominici Gregis (8 settembre 1907), a cui seguì l'approvazione personale del Sodalitium Pianum, una rete di informazione che indagava su teologi e docenti sospettati di modernismo. Si stava infatti diffondendo all'interno del mondo cattolico e in ampi settori della stessa gerarchia ecclesiale, una sorta di rivisitazione filosofica della teologia cattolica sotto l'effetto dello scientismo di fine Ottocento. In risposta al modernismo teologico, Pio X introdusse dal 1º settembre 1910 il giuramento della fede per tutti i membri del clero.

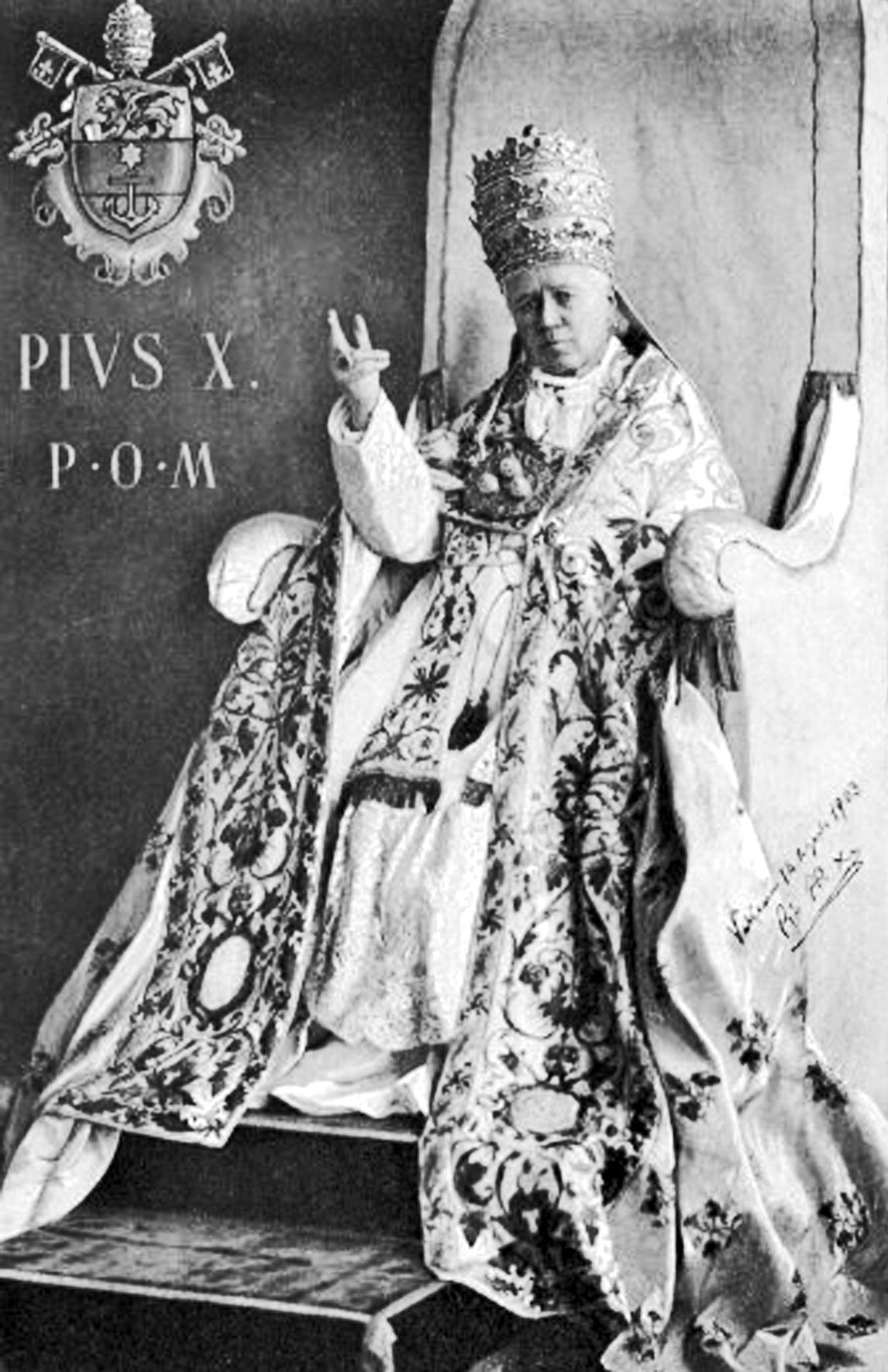
Pio X benedicente indossa la stola, il piviale e la tiara, ritratto di Giuseppe Felici (1903)

Fu Pio X ad avviare la riforma del diritto canonico, che culminerà nel 1917 con la promulgazione del Codice di diritto canonico, e a redigere il Catechismo che porta il suo nome (Catechismo di Pio X, 1905). Anche sul piano della gestione patrimoniale fu lui a unificare i redditi dell'obolo di San Pietro e quelli del patrimonio del Vaticano. Ma, soprattutto, riformò la Curia romana con la costituzione Sapienti consilio del 29 giugno 1908, sopprimendo varie congregazioni divenute inutili. Raccomandò ai paesi cattolici l'uso della pronuncia ecclesiastica latina nelle scuole. Poco prima di morire era intento a completare gli studi preparatori di un documento (poi abbandonato dai successori) relativo alle condizioni di liceità dell'esercizio del diritto di sciopero.
Il nome di Pio X è legato anche alla riforma del canto gregoriano. Con il Motu proprio Inter plurimas pastoralis officii sollicitudines (22 novembre 1903), il pontefice impose il canto gregoriano nella liturgia e fornì precise istruzioni circa l'uso della musica nelle funzioni religiose.
Pio X creò il primo cardinale sudamericano della storia della Chiesa: l'11 dicembre 1905 elevò a questa dignità ecclesiastica il vescovo brasiliano Joaquim Arcoverde Cavalcanti.
L'8 agosto 1910 il pontefice emanò il decreto Quam singulari Christus amore con il quale ripristinò l'età della prima comunione e della prima confessione dei bambini all'età dell'uso della ragione, cioè intorno ai sette anni. Tale età era stata fissata dai concili Lateranense IV (1215) e Tridentino (13ª Sessione, 1551-1552); successivamente era stata modificata per influsso del giansenismo.
Il 1º novembre 1911 Pio X promulgò il nuovo Breviario con la bolla Divino Afflatu. Il Breviario romano approvato da Pio V nel 1568 venne riformato: in particolare fu ripristinato l'antico uso di recitare ogni settimana i 150 salmi, cambiando interamente la disposizione del salterio.
Pio X e il ballo
Ai primi del Novecento il tango, ballo sensuale importato dall'Argentina, cominciava a sottrarre spazio in Europa al valzer e alla polka. Di fronte alle interdizioni richieste dalle autorità ecclesiastiche parigine, si narra che Pio X desse disposizioni affinché una coppia di ballerini di tango gli fornisse un'idea precisa del nuovo ballo, per valutarne direttamente, di persona, gli aspetti scandalosi. Avvenuta l'esibizione riservata di danza, il sommo Pontefice avrebbe detto, in veneto:
(A me sembra che sia più bello il ballo della furlana; ma non vedo che grandi peccati vi siano in questo nuovo ballo!)
Dispose perciò la revoca della sanzione ecclesiastica prevista per chi lo avesse praticato. L'episodio ha ispirato anche una nota poesia (Tango e Furlana) di Trilussa.

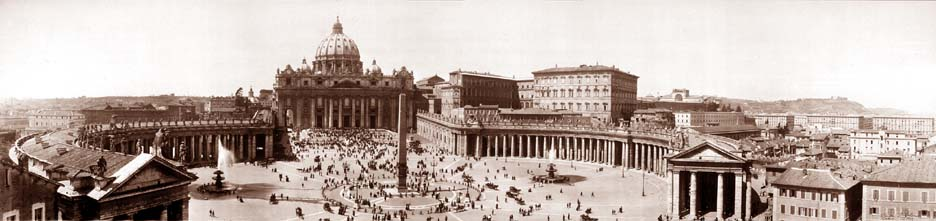
Piazza San Pietro in una fotografia del 1909, ai tempi del pontificato di Pio X

## Posizioni politiche

### Verso la fine del non expedit

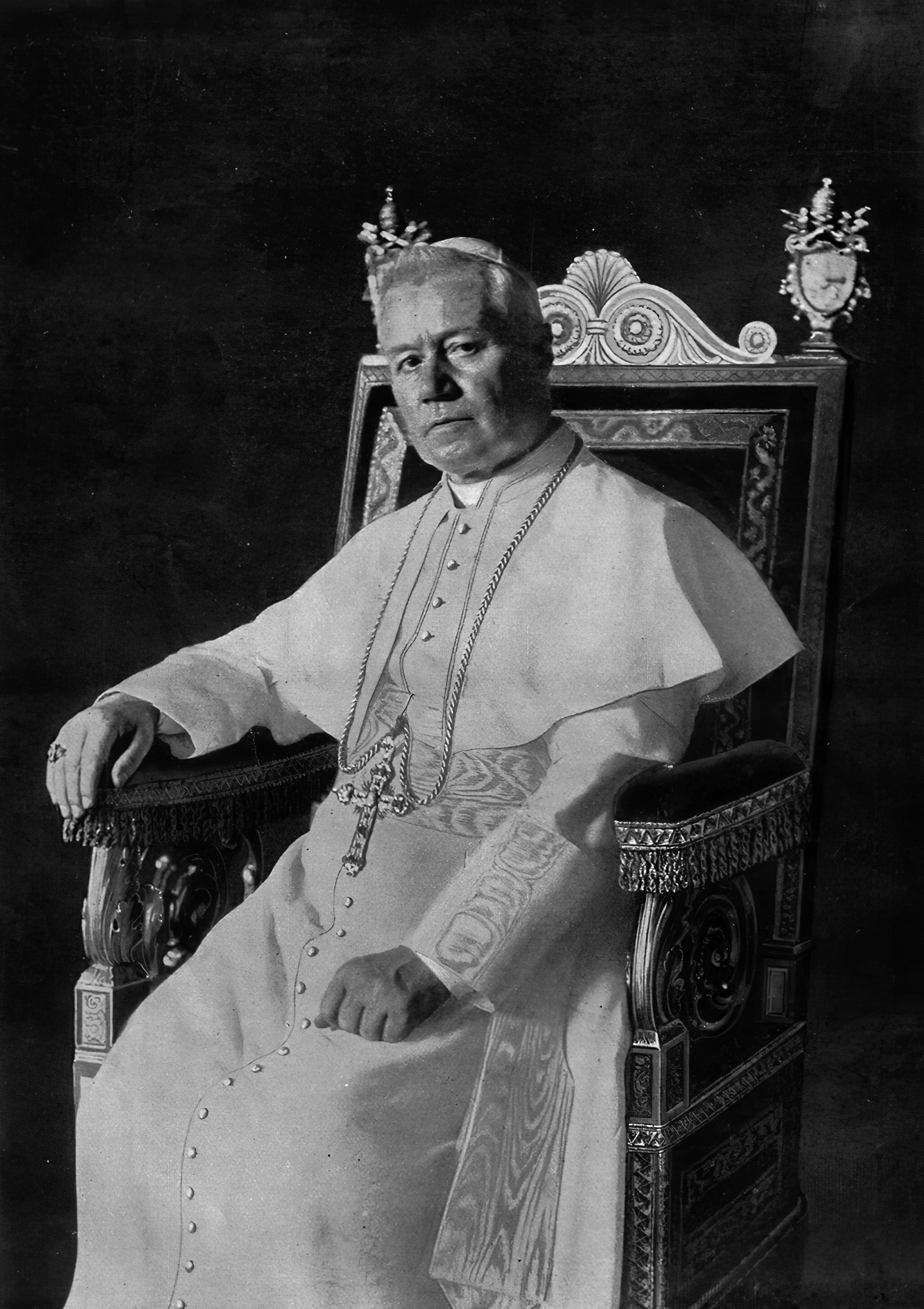
Papa Pio X sul trono pontificio, fotografia di Francesco De Federicis

Con l'enciclica Il fermo proposito dell'11 giugno 1905 il pontefice allenta le restrizioni del Non expedit (ossia il fermo divieto per tutti i cattolici italiani di partecipare alla vita politica) di papa Pio IX, soprattutto per arginare i consensi verso le forze socialiste. Pio X, nel testo dell'enciclica, elargisce la "benigna concessione" di dispensarli da tale divieto, specialmente nei "casi particolari" in cui essi ne riconoscano "la stretta necessità pel bene delle anime e per la salvezza delle loro chiese"; e li invita anzi a perseguire la seria attività "già lodevolmente spiegata dai cattolici per prepararsi con una buona organizzazione elettorale alla vita amministrativa dei Comuni e dei Consigli provinciali", così da favorire e promuovere "quelle istituzioni che si propongono di ben disciplinare le moltitudini contro l'invadenza predominante del socialismo".

### La «questione francese»
Pio X ebbe a confrontarsi con il problema della separazione tra Stato e Chiesa, che emerse in Francia con l'entrata in vigore della legge del 9 dicembre 1905, nella quale si concentravano gli intenti fondamentali della politica antireligiosa e massonica della terza Repubblica e in particolare del governo di Émile Combes. A partire dal 1880 si erano registrati in Francia una serie di provvedimenti antireligiosi tendenti alla dissoluzione delle congregazioni religiose, di espulsione dei religiosi regolari: insegnanti, personale infermieristico e così via.
Pio X si mostrò assai meno conciliante verso questa politica fortemente anticlericale rispetto al proprio predecessore, nonostante la maggioranza dei vescovi francesi gli consigliasse di piegarsi alla nuova legge. La legge emanata dal governo francese segnò il culmine di tale politica, decretando unilateralmente l'abrogazione del concordato del 1801.
Nel 1906 Pio X con l'enciclica Vehementer Nos dell'11 febbraio, l'allocuzione concistoriale Gravissimum del 21 febbraio e l'enciclica Gravissimo Officii Munere del 10 agosto, proibì ogni attività collaborativa all'applicazione della nuova legge. L'ostilità del Pontefice alla nuova normativa francese compromise la creazione delle associations culturelles, previste dalla legge del 1905, alle quali avrebbe dovuto essere trasferito il patrimonio della Chiesa. Prendendo a pretesto tale opposizione lo Stato francese incamerò gli ingenti beni immobili ecclesiastici. La situazione sarebbe mutata soltanto nel 1923 con la creazione delle "associations diocésaines".
Analoghe tensioni si registrarono con il Portogallo, dopo l'avvento in quel Paese, nel 1910, della repubblica guidata da gruppi di potere anticlericali massonici. Pio X rispose con l'enciclica Iamdudum.

### La neutralità nella guerra italo-turca

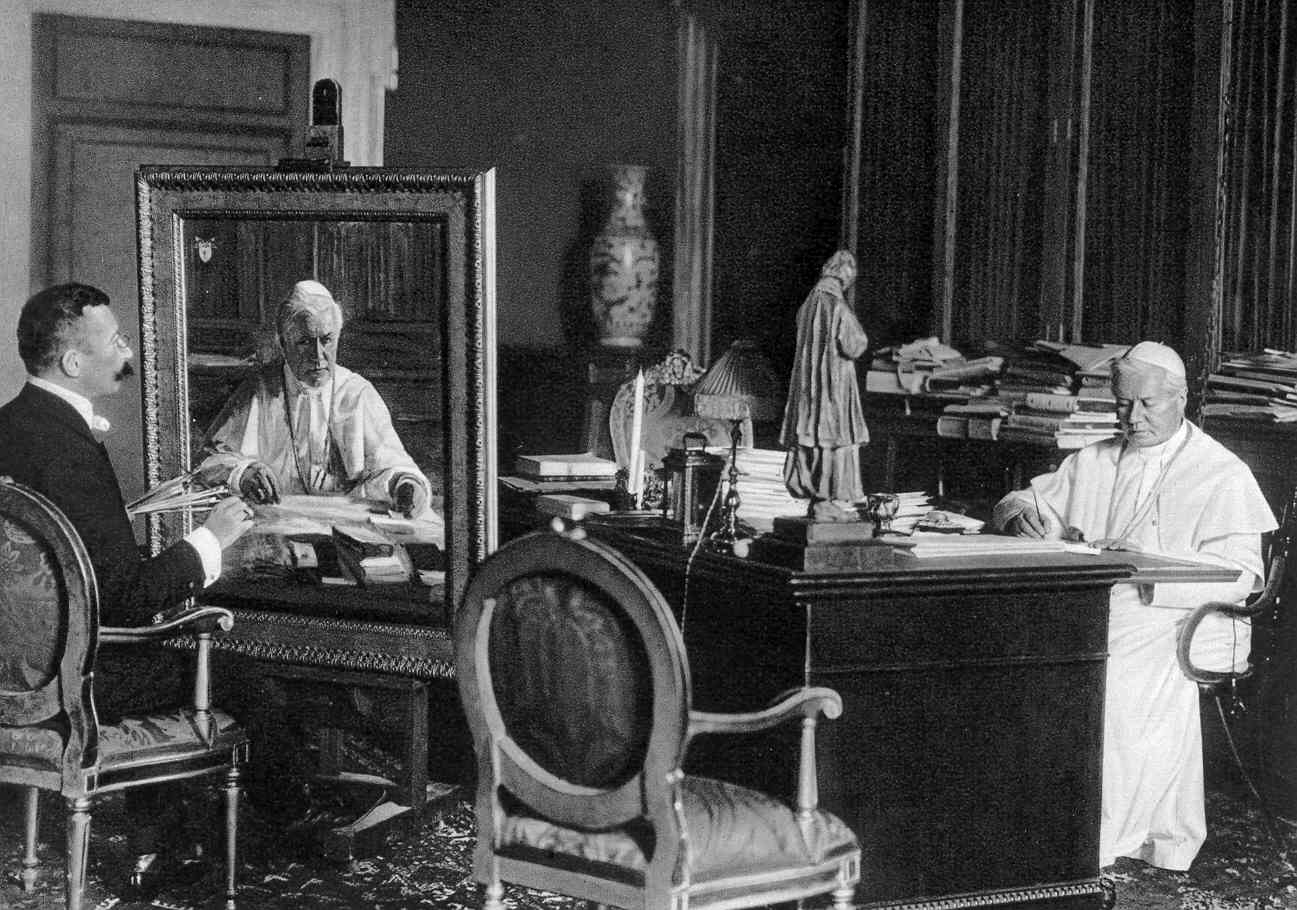
Papa Pio X nel suo studio

In occasione della guerra italo-turca, la Santa Sede mantenne un atteggiamento neutrale, preoccupata e infastidita soprattutto dall'utilizzo della religione come giustificazione dell'impresa coloniale italiana. Mentre in Italia veniva condotta una politica anticlericale in cui la religione era esclusa dalla vita pubblica e dall'istruzione, come notò L'Osservatore Romano, nel proclama indirizzato agli arabi di Libia il generale Carlo Caneva aveva presentato l'intervento italiano come un intervento di liberazione dei libici dalla dominazione, con cui l'Italia si ergeva a protettore dei musulmani, con numerosi richiami a Dio e la citazione di un versetto del Corano. Il proclama fu criticato duramente da La Civiltà Cattolica, secondo cui i sentimenti religiosi in bocca alle autorità italiane erano «una finzione e una brutta azione di politica obliqua».
In particolare la posizione della Santa Sede deprecò in modo energico l'utilizzo della religione per fini esclusivamente politici e papa Pio X non desiderava che l'impresa coloniale italiana assumesse i connotati di una guerra di religione fra musulmani e cristiani. Questa posizione neutrale e a favore della pace gettò le basi per l'atteggiamento che la Santa Sede manterrà in occasione dei due conflitti mondiali con Benedetto XV e Pio XII, che faranno del principio di neutralità della Santa Sede il cardine della politica della Santa Sede nel conflitto tra potenze belligeranti.
La posizione vaticana affrontava un difficile equilibrio tra le spinte dei cattolici italiani convinti dalla propaganda nazionalista e ricattati dagli anticlericali che li giudicavano refrattari agli interessi nazionali. Numerosi vescovi si espressero in modo entusiastico in occasione della benedizione dei soldati che partivano per la Libia e furono richiamati dalla Segreteria di Stato, che raccomandò confidenzialmente atteggiamenti sobri e moderati. In difficoltà si trovò pure il delegato apostolico presso l'Impero ottomano, mons. Vincenzo Sardi, che doveva difendere la pericolosa posizione dei cristiani d'Oriente e dei religiosi presenti soprattutto in Terra santa, che dovette subire schermaglie diplomatiche da parte del governo turco, fra cui la proibizione di inviare telegrammi cifrati in Vaticano.

## La morte
Proprio nei primi giorni della prima guerra mondiale, Pio X morì per una cardiopatia (probabilmente di pericardite) il 20 agosto 1914 alle ore 1:15. Si dice che qualche tempo prima della morte abbia detto più volte sconsolato: "Verrà il guerrone", ossia la Grande Guerra.
Rompendo due secolari usanze funebri papali, Pio X fu il primo papa a rifiutare l'estrazione dei precordi (organi interni, destinati alla conservazione presso la cripta della chiesa dei Santi Vincenzo e Anastasio a Trevi) con conseguente imbalsamazione della salma, e per di più ordinò che la stessa restasse esposta ai fedeli solo per 8 ore. Venne successivamente sepolto nelle Grotte Vaticane: lì vi rimarrà fino alla sua beatificazione.

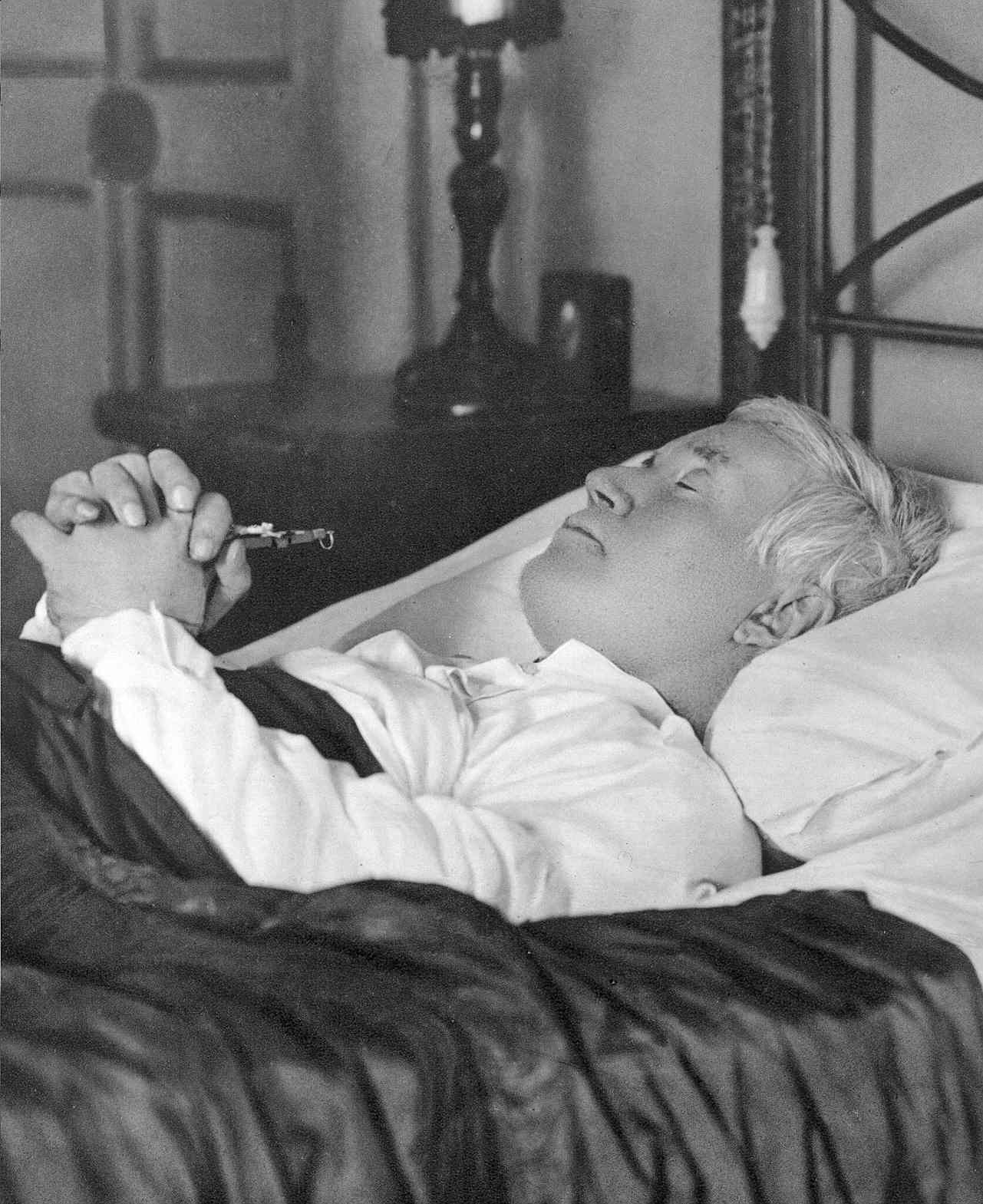
Pio X, appena deceduto, composto nel letto della sua camera
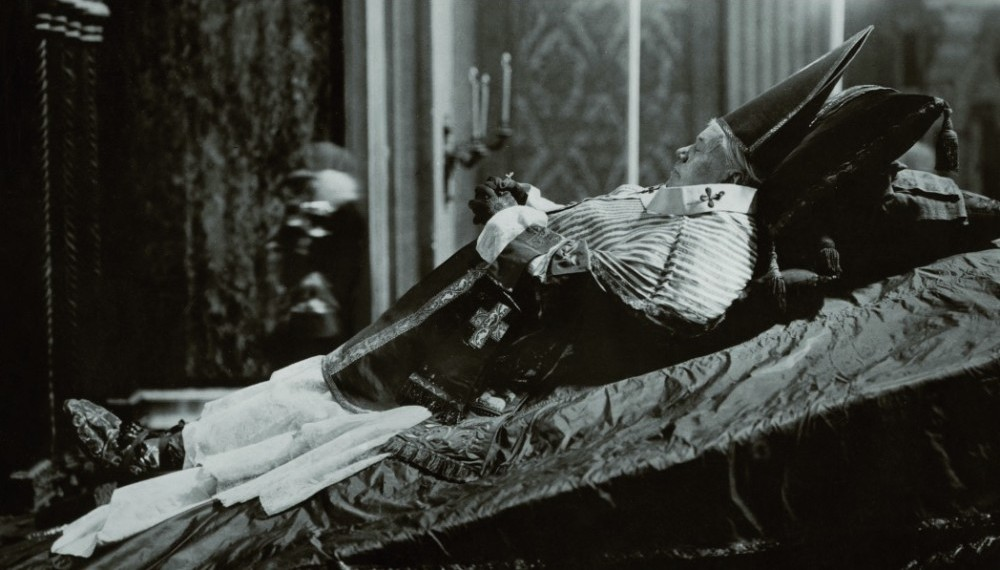
Il corpo del Papa esposto sul catafalco il 21-22 agosto 1914
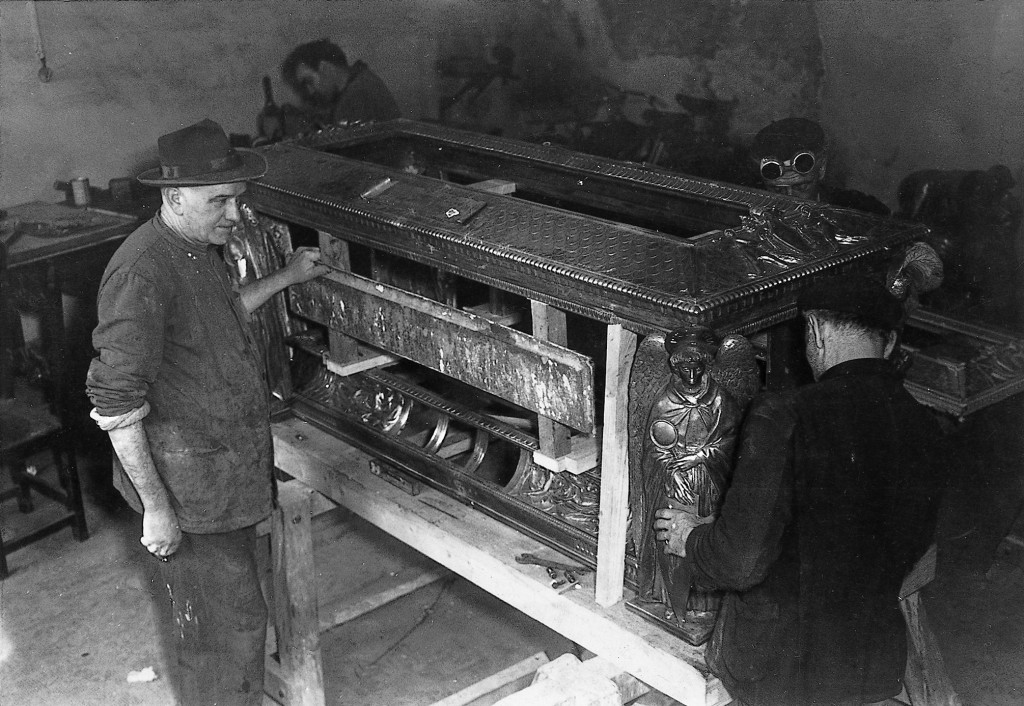
Urna di Pio X realizzata in occasione della sua beatificazione, presso la Fonderia Artistica Ferdinando Marinelli di Firenze, durante l'esecuzione
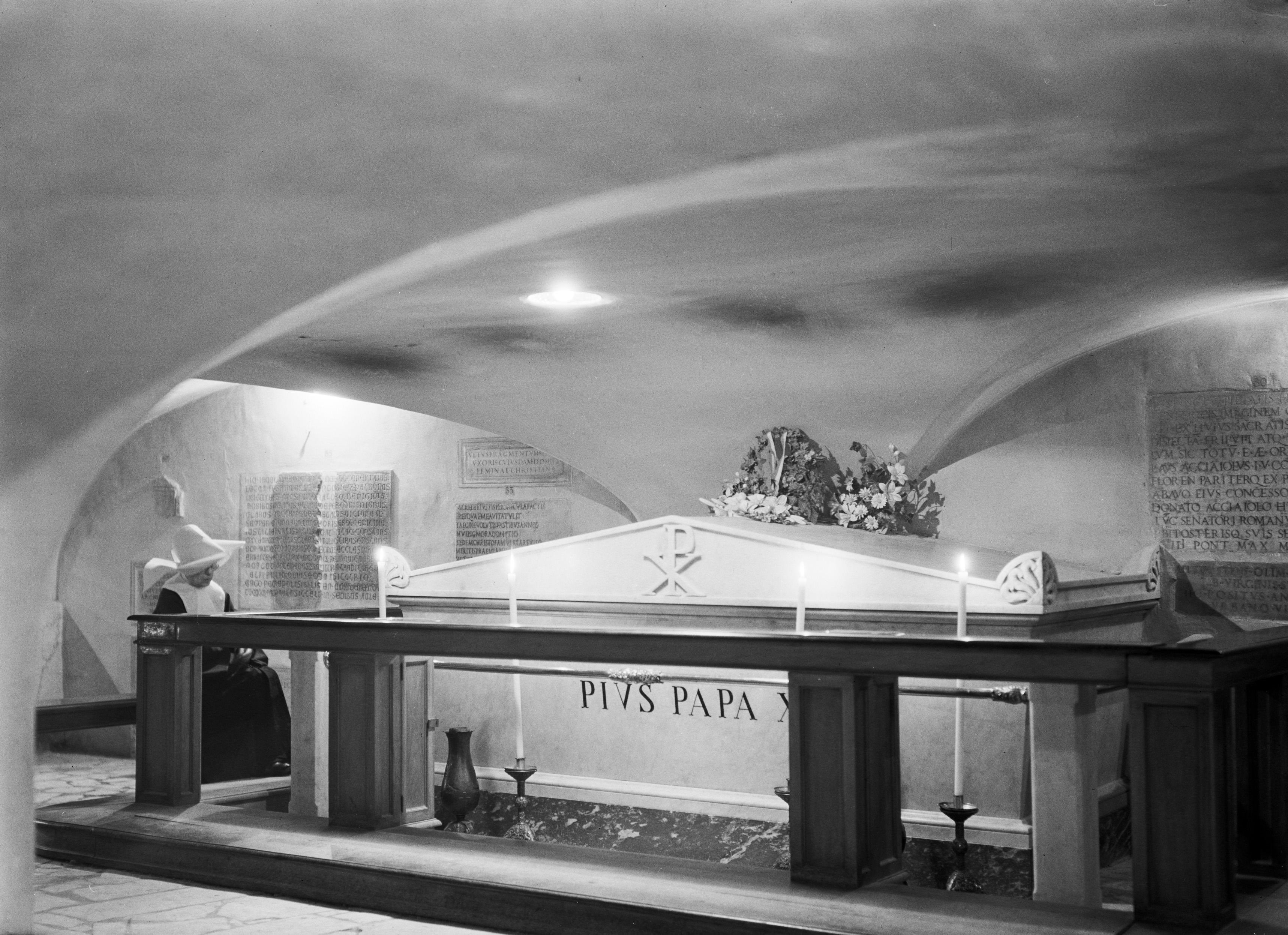
Tomba di Pio X sita nelle Grotte Vaticane prima della sua beatificazione
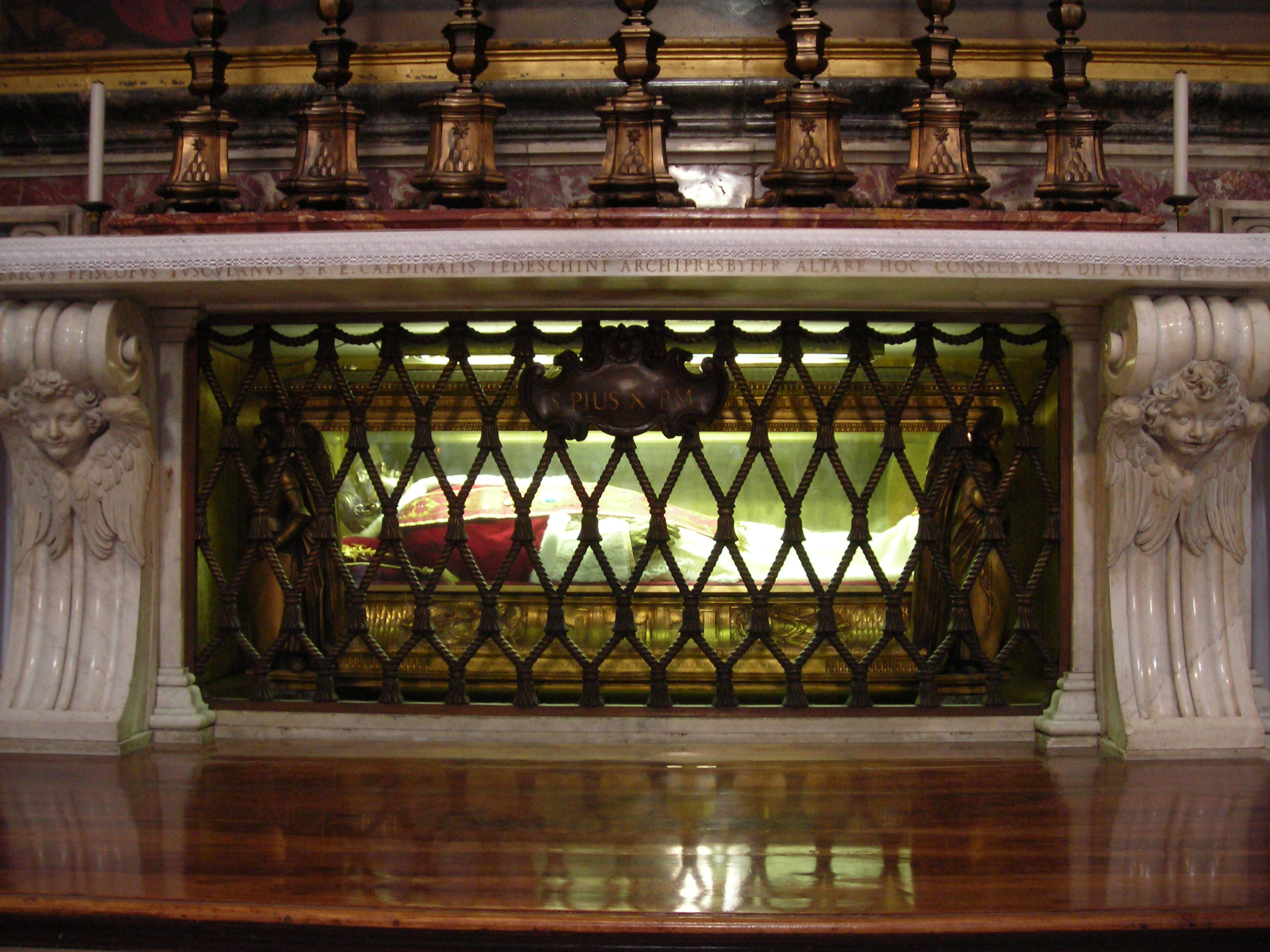
Attuale tomba di Pio X nella basilica di San Pietro in Vaticano

## Beatificazione e canonizzazione
Secondo le norme del diritto canonico, il 19 maggio 1944 fu effettuata la prima ricognizione delle spoglie mortali, trascorsi tre decenni dalla data di morte. Il corpo era intatto in assenza di trattamenti post-mortem, quali l'imbalsamazione, secondo le volontà espresse dal Sommo Pontefice, che aveva esplicitamente rifiutato tali pratiche.
All'evento erano presenti l'allora mons. Alfredo Ottaviani e il cardinale Nicola Canali.
Nel giugno del 1951, le sue reliquie furono trasferite presso la porta prospiciente il pronao della Basilica di san Pietro ed esposte alla venerazione dei fedeli, in vista della sua proclamazione a beato.
Pio X fu beatificato il 3 giugno 1951 e canonizzato il 29 maggio 1954 durante il pontificato di Pio XII, la festa fu fissata al 3 settembre e coloro che seguono il calendario del Vetus Ordo Missae lo festeggiano dunque in tale data. Il calendario del Novus Ordo Missae la prevede il 21 agosto. In occasione della beatificazione, la salma fu estumulata ed incapsulata in un involucro in parte metallico, fu esposta permanentemente in una preziosa teca di bronzo e vetro (fusa dalla Fonderia Artistica Ferdinando Marinelli di Firenze) e collocata sotto l'altare della cappella dell'Annunciazione nella Basilica Vaticana, dove tuttora giace vestita degli abiti da coro tradizionali, escluso il camauro. È il patrono della Fraternità sacerdotale San Pio X ed è anche compatrono secondario della città di Venezia in ricordo di quegli anni trascorsi come patriarca. Inoltre, è patrono secondario della Diocesi di Treviso sua diocesi di origine.
La prima Messa nella festa di San Pio X fu celebrata il 3 settembre 1955 a Trieste, in occasione del Congresso Nazionale della Federazione universitaria cattolica italiana.
Nel 2023, in occasione dei 120 anni dalla sua elezione al Soglio pontificio, è stata organizzata una peregrinatio corporis. Il corpo del defunto pontefice, partito da Roma, è giunto a Treviso il 6 ottobre, per poi ripartire il giorno seguente alla volta di Riese Pio X, dove è stato esposto alla venerazione dall'8 al 15 ottobre presso il santuario della Madonna delle Cendrole. Le altre città coinvolte nel pellegrinaggio sono state Padova, dove il pontefice è stato alunno del seminario vescovile, e infine Venezia, di cui è stato patriarca. La peregrinatio corporis si è conclusa il 22 ottobre del medesimo anno. Il pellegrinaggio del corpo di papa Sarto avvenuto nel 2023 non è stato l'unico: nel 1959, infatti, furono accolte per la prima volta le sue spoglie mortali nella sua terra natale.

## Pio X nelle arti

### Letteratura
- Pio X è un papa immaginario nel romanzo fantapolitico La città eterna scritto dall'inglese Thomas Hall Caine nel 1900.
- Pio X appare nel capitolo Il caso della prostituta vergine del romanzo Su il sipario si muore - Gli strabilianti casi di Paolina Ventiquattrore, investigattrice, di Gianni Greco, uscito nel 2023.

### Cinema
- Gli uomini non guardano il cielo - film del 1952 diretto da Umberto Scarpelli. Il ruolo di Papa Pio X venne affidato all'attore inglese Henri Vidon.

## Concistori per la creazione di nuovi cardinali
Papa Pio X durante il suo pontificato ha creato 50 cardinali nel corso di 7 distinti concistori.

## Encicliche del pontificato
Elenco delle encicliche di Pio X:
- E Supremi (4 ottobre 1903): sulla restaurazione di tutte le cose in Cristo;
- Ad Diem Illum Laetissimum (2 febbraio 1904): sull'Immacolata Concezione di Maria;
- Iucunda Sane (12 marzo 1904): su papa Gregorio I;
- Acerbo Nimis (15 aprile 1905): sull'insegnamento della dottrina cristiana;
- Il Fermo Proposito (11 giugno 1905): sull'istituzione e lo sviluppo dell'Azione Cattolica;
- Vehementer Nos (11 febbraio 1906): sulla laicità dello Stato in Francia;
- Tribus Circiter (5 aprile 1906): sui mariaviti o preti mistici della Polonia;
- Pieni l'Animo (28 luglio 1906): sul clero in Italia;
- Gravissimo Officii Munere (10 agosto 1906): sulle associazioni di culto in Francia;
- Une Fois Encore (6 gennaio 1907): sulla separazione tra Chiesa e Stato;
- Pascendi Dominici Gregis (8 settembre 1907): sugli errori del modernismo;
- Communium Rerum (21 aprile 1909): su sant'Anselmo d'Aosta;
- Editae Saepe (26 maggio 1910): su san Carlo Borromeo;
- Iamdudum (24 maggio 1911): sulla legge di separazione fra Chiesa e Stato in Portogallo;
- Lacrimabili Statu (7 giugno 1912): sugli indigeni del Sudamerica;
- Singulari Quadam (24 settembre 1912): sulle organizzazioni dei lavoratori.

## Genealogia episcopale e successione apostolica
La genealogia episcopale è:
- Cardinale Scipione Rebiba
- Cardinale Giulio Antonio Santori
- Cardinale Girolamo Bernerio, O.P.
- Arcivescovo Galeazzo Sanvitale
- Cardinale Ludovico Ludovisi
- Cardinale Luigi Caetani
- Cardinale Ulderico Carpegna

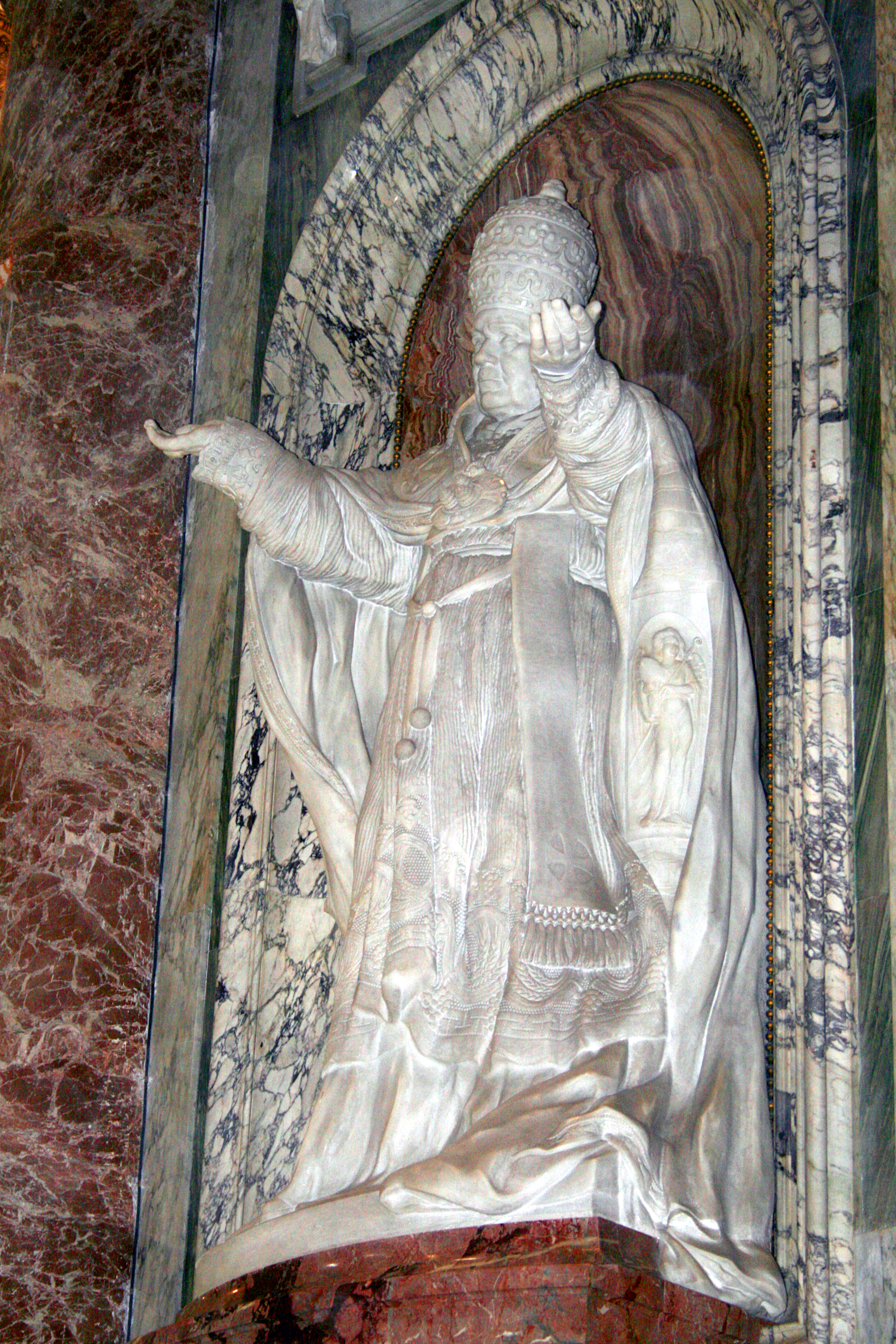
Monumento a Pio X nella basilica di San Pietro in Vaticano

- Cardinale Paluzzo Paluzzi Altieri degli Albertoni
- Papa Benedetto XIII
- Papa Benedetto XIV
- Papa Clemente XIII
- Cardinale Marcantonio Colonna
- Cardinale Giacinto Sigismondo Gerdil, B.
- Cardinale Giulio Maria della Somaglia
- Cardinale Carlo Odescalchi, S.I.
- Cardinale Costantino Patrizi Naro
- Cardinale Lucido Maria Parocchi
- Papa Pio X

La successione apostolica è:
- Vescovo Francesco Cherubin (1899)

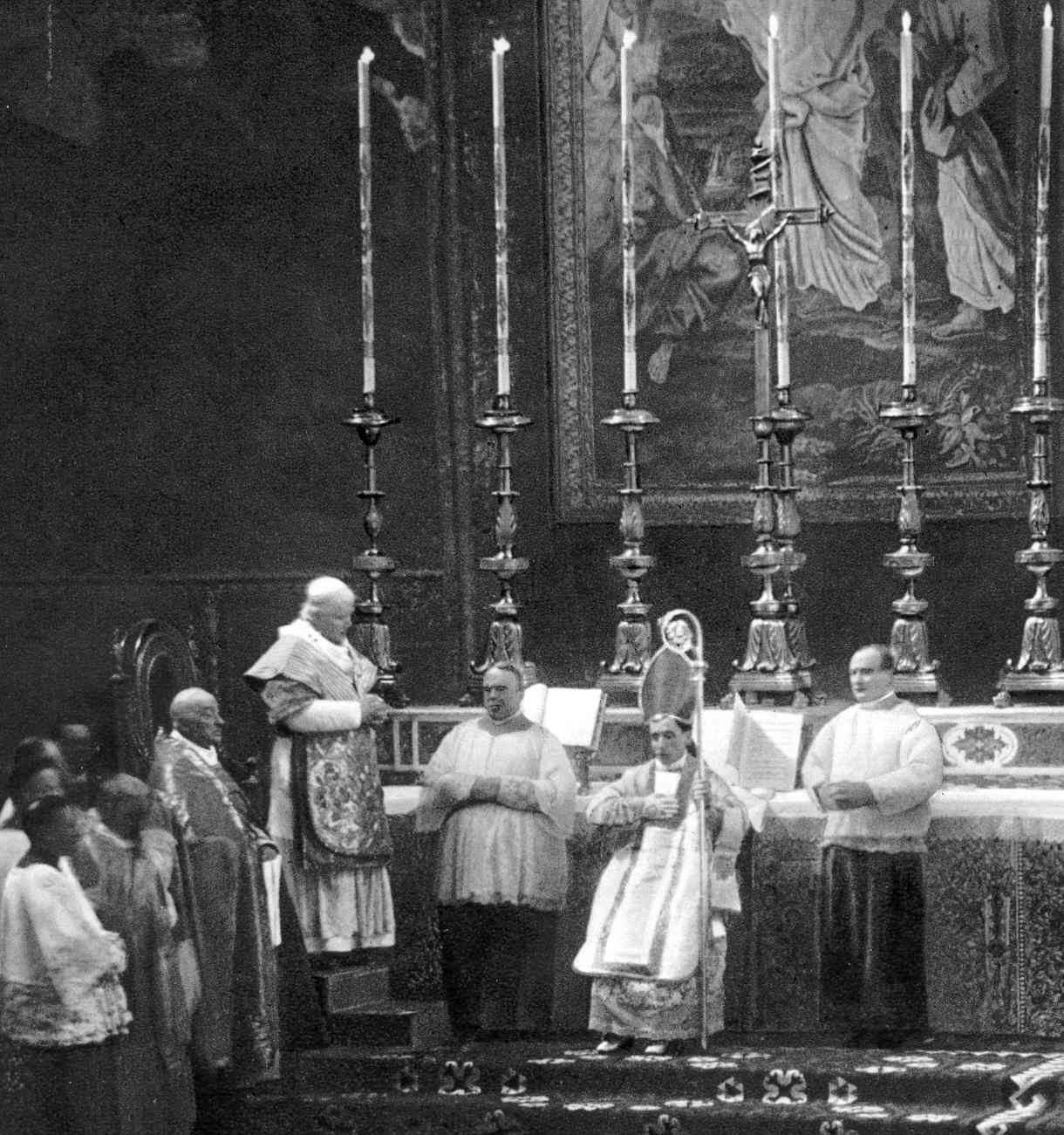
Pio X consacra vescovo Giacomo della Chiesa, il futuro papa Benedetto XV (suo successore), 1907

- Vescovo Giacomo Radini-Tedeschi (1905)
- Vescovo Lajos Balás de Sipek (1905)
- Vescovo Ottokár Prohászka (1905)
- Arcivescovo Gyula Zichy (1905)
- Vescovo Charles du Pont de Ligonnès (1906)
- Vescovo Pierre Dadolle (1906)
- Vescovo Marie-Joseph Ollivier (1906)
- Vescovo Adrien-Alexis Fodère (1906)
- Vescovo Eugène-François Touzet (1906)
- Arcivescovo François-Léon Gauthey (1906)
- Vescovo Charles-Paul Sagot du Vauroux (1906)
- Vescovo Charles-Henri-Célestin Gibier (1906)
- Arcivescovo Jean Victor Émile Chesnelong (1906)
- Arcivescovo François-Xavier-Marie-Jules Gieure (1906)
- Vescovo Félix-Adolphe-Camille-Jean-Baptiste Guillibert (1906)
- Vescovo Alcime-Armand-Pierre-Marie Gouraud (1906)
- Arcivescovo Eugène-Jacques Grellier (1906)
- Vescovo Jacques-Jean Gely (1906)
- Papa Benedetto XV (1907)
- Cardinale Gaetano De Lai (1911)
- Cardinale Adam Stefan Sapieha (1911)
- Arcivescovo Pio da Langogne, O.F.M.Cap. (1911)

## Curiosità e aneddoti
- Pio X è il primo santo della Chiesa cattolica ad essere stato filmato.[33]
- Nel 1912 un veneziano propose a Pio X l’acquisto, per qualche Istituto religioso, di una grande tenuta a Gradisca, nel Goriziano, con vasti fabbricati; il papa, a questa richiesta, rispose: “Non è possibile, perché quei fabbricati andranno tutti distrutti”. Dopo tre anni, la guerra distrusse quella tenuta.[34][35]
- Pio X non aveva difficoltà di dichiarare che, se qualche volta avesse sbagliato, era pronto a riconoscerlo e a provvedere con giusta riparazione. Un giorno un prelato, durante un'udienza, si permise di criticare francamente un giudizio del Papa circa una questione importante. Pio X ascoltò tranquillamente e, dopo un breve momento di riflessione, alzando gli occhi verso il prelato disse: "Monsignore, Ella ha perfettamente ragione". Quel prelato rimase attonito, ammirato della profonda umiltà di Pio X.[36]
- Nel 1911, il Governo portoghese si scagliò contro la Chiesa, perseguitando e spogliando vescovi e sacerdoti di ogni loro diritto civile e di ogni mezzo di sussistenza. António José de Sousa Barroso, vescovo di Porto, in nome dell'Episcopato portoghese, giunse a Roma per chiedere al Papa aiuto e soccorso. Pio X ricevette il vescovo e gli chiese: "Quanto vi occorrerebbe per il momento?" E il prelato rispose: "Un milione". Il Pontefice ribatté dicendo: "Un milione non l'ho, ma venite domani...guarderò...cercherò... il Signore ci aiuterà!". Il giorno seguente Pio X chiamò il prelato comunicandogli che era riuscito a procurare il denaro richiesto e, una volta giunto al suo cospetto, lo pregò di verificare la somma. Mentre questi contava i biglietti di banca, il Cameriere segreto partecipante di turno, annunciò l'udienza di un signore dall'accento straniero, il quale aveva urgente bisogno di parlare al Papa. "Sì, sì, bisogna che questo signore lo riceva subito. Raccolga in fretta i biglietti di banca ed esca da questa piccola porta" esclamò Pio X rivolto al vescovo. Quando il Cameriere segreto partecipante rientrò per ricevere ordini, Pio X, accennando la piccola porta per la quale era uscito poco prima il monsignore con i biglietti di banca, gli disse sorridendo: "Vede, di là sono usciti e di qua sono entrati!" e gli mostrò uno chèque di un milione, ricevuto da quel signore.[37]
- Rispondendo a mons. Paolo Carlo Origo, vescovo di Mantova, che chiedeva al pontefice se fossero state emanate nuove disposizioni per i rapporti dei vescovi con la Santa Sede, Pio X scriveva di proprio pugno: "Non so poi capire a quali nuove disposizioni Ella accenni nella sua lettera pei rapporti dei Vescovi colla S. Sede, perché sono a disposizione non solo dei Vescovi, ma di tutti dalla mattina alla sera, sbrigando alla notte la corrispondenza. Venga dunque e sarà il bene accolto". Si comprende bene che Pio X si prodigava per tutti senza limiti.[38]
- Un giorno, ad un vescovo che gli chiese il cappello cardinalizio, papa Sarto rispose: "Avete sbagliato, io non sono un cappellaio, sono un sarto."[38]
- Quando Pio X doveva prendere una decisione importante, che richiedeva tempo per essere ponderata, affermava: “Rifletterò”, e guardando il Crocefisso, “sarà Lui che deciderà!”.[34][38]

## Onorificenze
Il papa è sovrano degli ordini pontifici della Santa Sede mentre il Gran magistero delle singole onorificenze può essere mantenuto direttamente dal pontefice o concesso a una persona di fiducia, solitamente un cardinale.
Il suo comune natale Riese, in provincia di Treviso, dal 1952 ha assunto la denominazione di Riese Pio X in suo onore.